# Impossible Mission
Impossible Mission é um jogo lançado pela Epyx 1984 para Commodore 64 e, posteriormente, portado para várias outras plataformas. Foi o primeiro jogo a mesclar Plataforma e Aventura, com exploração de fases, ativações de comandos por terminais.

## Descrição
O jogo está centrado em um agente secreto que precisa deter o gênio do mal, Professor Elvin Atombender, que está falsificando os computadores de segurança nacional. A missão do agente é invadir a fortaleza de Atombender a tempo para procurar dados para formar uma senha, e ao mesmo tempo evitar de obstáculos, como robôs que eletrocutam, bola flutuante e o buraco. Quando a senha é desvendada, o agente prossegue para o portão principal da sala de controle, onde o professor maligno se encontra. Durante o jogo, cada seção possui plataformas de elevador.
A versão para Commodore 64 é notável pela digitalização de voz, que foi providenciada pela companhia Electronic Speech Systems. 

As vozes digitais inclui:
- O grito que o personagem jogável faz quando ele cai no buraco. O grito foi reutilizado no jogo "Beach Head II: The dictator Strikes Back".
- Quando a jogada começa, o professor Atombender diz "Another visitor. Stay awhitle. Staaaay FOREVER!" ("Outro visitante. Fique mais. Fiiique para SEMPRE!"). A outra fala do professor é "Destroy him, my robots!" ("Destruam-no, meus robôs"), a risada maligna do professor é executada quando o temo de jogo se esgota, e por último, quando o professor é derrotado, ele grita "No. No! NO!" ("Não. Não! NÃO!)
- Quando a missão é concluída, a voz feminina diz "Mission Accomplishes. Congratulations!" (Missão Concluída. Parabéns!").